# William Francis Patrick Napier
William Francis Patrick Napier (ur. 7 grudnia 1785 w Celbridge niedaleko Dublina, zm. 12 lutego 1860 w Clapham) – brytyjski wojskowy i historyk wojskowości, młodszy syn pułkownika George’a Napiera i lady Sary Lennox, córki 2. księcia Richmond i Lennox.

## Kariera wojskowa
W 1800 r. wstąpił do Królewskiej Irlandzkiej Artylerii (Royal Irish Artillery). W 1802 r. zmienił jednostkę i przeszedł do 62 regimentu. Dzięki protekcji swojego wuja, 3. księcia Richmond rychło został mianowany kornetem. Dał się jednak przekonać generałowie Johnowi Moore’owi i przeszedł do 43 regimentu, którym dowodził właśnie Moore.
W szeregach tego regimentu brał udział w walkach w Danii, później został przeniesiony na front hiszpański i brał udział w walkach w okolicach La Coruñi. Ciężkie warunki obozowe odcisnęły się na zdrowiu Napiera. W 1809 r. został adiutantem lorda namiestnika Irlandii, 4. księcia Richmond, jednak kiedy 43 regiment został ponownie wysłany do Hiszpanii, Napier natychmiast zrezygnował ze stanowiska adiutanta i dołączył do jednostki. Po przybyciu do Hiszpanii wziął udział w słynnym marszu generała Craufurda do Talavery. Podczas marszu dostał ciężkiego zapalenia płuc.
Odmówił jednak powrotu do Wielkiej Brytanii i brał udział w dalszych walkach. Został ranny w bitwie pod Coa, a pod Cazal Nova dostał postrzał w plecy. Odznaczył się podczas pościgu za generałem Masséną podczas jego odwrotu z ochraniającej Lizbonę linii Torres Vedras. Awansowany do stopnia majora brał udział w bitwie pod Fuentes d'Onor, gdzie popadł w konflikt z bezpośrednim przełożonym i został odesłany do Anglii. Tam, 14 marca 1812 r., poślubił swoją kuzynkę, Caroline Amelię Fox (zm. 26 marca 1860), córkę generała Henry’ego Foxa (którego matka, lady Caroline Lennox, była starszą siostrą matki Napiera) i Marianne Clayton, córki Williama Claytona. William i Caroline mieli razem syna i cztery córki:
- Elisabeth Marianne Napier (zm. 27 kwietnia 1899), żona Philipa Gore’a, 4. hrabiego Arran, miała dzieci
- Louisa Augusta Napier (zm. 8 września 1856), żona Patricka MacDougalla, nie miała dzieci
- Pamela Adelaide Napier (zm. 21 lutego 1910), żona Philipa Milesa, miała dzieci
- John Moore Napier (4 listopada 1816 – 24 kwietnia 1867), ożenił się z Elisabethą Alexander, miał dzieci
- Norah Creina Blanche Napier (ok. 1827 – 27 kwietnia 1897), żona Henry’ego Bruce’a, 1. barona Aberdare, miała dzieci

Zaledwie w trzy miesiące po ślubie Napier ponownie znalazł się w Hiszpanii i brał udział w szturmie Badajoz, gdzie zginął jego przyjaciel, pułkownik McLeod. Napier objął wtedy dowództwo nad 43 regimentem i dowodził nim w decydującej bitwie pod Salamancą. Po krótkim pobycie w domu dołączył do oddziału podczas walk w Pirenejach i w południowej Francji. Brał udział w bitwie pod Nivelle, gdzie sam ze swoim regimentem powstrzymywał marszałka Soulta. Brał udział w bitwie pod Nive (gdzie został dwukrotnie ranny), Orthes i Tuluzą. Został wtedy odznaczony Krzyżem Kawalerskim Orderu Łaźni. Po tej kampanii wstąpił do akademii wojskowej w Farnham. Nie uczestniczył w bitwie pod Waterloo, ale dowodził 43 regimentem podczas okupacji Francji do 1819 r., kiedy to odszedł z czynnej służby. Ponieważ jego pensja nie wystarczała na utrzymanie rodziny, postanowił zarabiać jako artysta. Wynajął dom na Sloane Street, gdzie pobierał nauki od akademika, George’a Jonesa.

## Praca historyka
Jego kariera została jednak związana z literaturą. Sporą rolę odegrało tutaj nabyte we Francji wykształcenie, gdyż, podobno, Napier nie potrafił wcześnie mówić i pisać poprawną angielszczyzną. Po powrocie z Francji zaczął wykazywać talent literacki, czego dał dowód w recenzji prac Jominiego w 1821 r. Dwa lata później Henry Bickersteth zaproponował Napierowi napisanie historii wojny na Półwyspie Iberyjskim. Napier początkowo nie okazywał entuzjazmu wobec tego pomysłu. Do napisania tej historii skłonił go fakt, że działania jego ulubionego przełożonego, generała Moore’a, pozostają w cieniu dokonań księcia Wellingtona. Książę zresztą wspierał pracę Napiera, posyłając mu korespondencję króla Hiszpanii Józefa Bonapartego zdobytą w bitwie pod Vittorią. Korespondencja była zaszyfrowana, ale dzięki cierpliwości pani Napier udało się ją odszyfrować. Napierowi pomagał również marszałek Soult, który ponadto zaaranżował tłumaczenie dzieła Napiera na język francuski.
Pierwszy tom „Historii wojny na Półwyspie Iberyjskim” (History of the War in the Peninsula) ukazał się w 1828 r. Wydawca, John Murray, był zawiedziony ilością sprzedanych egzemplarzy i Napier musiał osobiście wydawać kolejne tomy. Od razu jednak uznano „Historię” za najlepszą jak do tej pory publikację na temat wojny w Hiszpanii i Portugalii. Prace na ten temat autorstwa lorda Londonderry’ego i Roberta Southeya wydawały się dziecinne. Sir George Murray, kwatermistrz generalny armii Wellingtona, którego ambicją było napisanie pracy poświęconej tej wojnie, po przeczytaniu książki Napiera porzucił ten pomysł. Wydawaniu kolejnych tomów towarzyszy liczne pamflety autorstwa ludzi, którzy uznali dzieła za obrażające ich cześć. Protestowali również niektórzy oficerowie. Do popularności dzieła przyczyniły się w znacznej mierze kompetencje i styl autora. Sukces książki przydał Napierowi miano „najlepszego historyka wojskowości jakiego miała Anglia”. Kiedy w 1840 r. wyszedł ostatni tom „Historii” sława Napiera była zabezpieczona nie tylko w Wielkiej Brytanii, ale również we Francji i w Niemczech.

## Ostatnie lata
W latach 30. Napiera pochłaniała praca nad „Historią”, ale interesował się on również sytuacją wewnętrzną Anglii, w której trwała agitacja za i przeciw reformie wyborczej. Na Napiera wywierano naciski, aby kandydował do Izby Gmin, a nawet by objął dowodzenie nad Gwardią i wprowadził reformy na drodze zamachu stanu. Napier jednak nie ugiął się pod naciskami. W 1830 r. awansował do stopnia pułkownika, a w 1842 r. do stopnia generała-majora. W tym samym roku został gubernatorem porucznikiem Guernsey. Na tym stanowisku pochłaniało go kontrolowanie wzajemnych stosunków między garnizonem a mieszkańcami wyspy oraz działania na rzecz reformy zarządzania Guernsey.
Kiedy Napier przebywał na Guernsey, jego brat, Charles James Napier, dokonał podboju prowincji Sindh na obszarze obecnego Pakistanu. Polityka Charlesa w podbitej prowincji nie wszystkim przypadła do gustu. Chcąc bronić działalności brata, William napisał dwie książki: „Historię podboju Scindy” (History of the Conquest of Scinde) w 1845 r. i „Historia administracji w Scindzie” (History of the Administration of Scinde) w 1851 r. Mimo iż książki zostały napisane podobnym stylem jak „Historia”, ale z powodu kontrowersyjnego tematu, jak również powodów ich napisania, nie uzyskały one wielkiej popularności. W 1847 r. Napier zrezygnował z funkcji gubernatora. Rok później został odznaczony Krzyżem Komandorskim Orderu Łaźni i osiadł w Scinde House. W 1851 r. został awansowany do stopnia generała-porucznika.
Przez następne lata zajmował się głównie bronieniem brata i jego polityki. Poprawiał również kolejne wydania „Historii” oraz pisał listy do Timesa na tematy militarne i literackie. Jego energia jest tym bardziej niezwykła, że przypomniała o sobie niezaleczona rana odniesiona pod Cazal Nova. Przez nią Napier musiał spędzać wiele miesięcy w pozycji leżącej.
Jego ostatnie lata nie należały do szczęśliwych. Jego jedyny syn cierpiał na nieuleczalną chorobę. Po kolei umierali również jego bracia. W 1853 r. zmarł Charles James oraz kapitan Henry Napier. Dwa lata później zmarł najstarszy z braci, George Thomas Napier. William przeżył do 1860 r., utrzymując się przy życiu tylko pracą. Załamany tragediami rodzinnymi, zmęczeniem i pogarszającym się stanem zdrowia zmarł w Clapham w wieku 75 lat i został pochowany w West Norwood. Na cztery miesiące przez śmiercią otrzymał stopień generała.

## Napier jako historyk
Jako historyk wojskowości Napier różni się od historyków brytyjskich, ale jest często porównywany z Tukidydesem, Cezarem czy Davilą. Wszyscy czterej walczyli w wojnach, które opisywali. Wszyscy czterej mieli oryginalne poglądy na wydarzenia. Wszyscy czterej mieli wreszcie własny, niepowtarzalny styl. Napier pisał zawsze, jakby zdawał relację na gorąco z przebiegu walk. Celował zwłaszcza w opisach bitew i oblężeń, gorzej radził sobie z politycznym tłem wydarzeń. Przedstawione przy opisie szturmu Badajoz portrety generała Moore’a i pułkownika McLeoda dowodzą wielkiej elokwencji autora.